# 石井玄
石井 玄（いしい ひかる、1986年3月27日 - ）は、ラジオディレクター、エッセイスト、イベントプロデューサー。サウンドマン、ミックスゾーン、ニッポン放送元社員。

## 来歴
埼玉県春日部市出身。埼玉県立春日部高等学校、明治大学政治経済学部政治学科卒業。大学時代に就職活動の時期を迎え「もう1年位遊ぼうかな」と大学留年を思慮していたが、追試でウッカリ単位を取得し卒業。今後の人生を省みて「ラジオが好き」、「芸人と仕事をしたい」という思いを実現させるため、アルバイトで資金を貯め東放学園専門学校に入学。TBSラジオの番組を制作する会社に入社を希望していたが、同専門学校卒業後の2011年4月、ニッポン放送の深夜番組制作を担当する番組制作会社の当時：サウンドマンに入社。同社制作第1部に所属し、同局朝、昼の番組のアシスタントディレクター（AD）として従事し、10月、『オードリーのオールナイトニッポン』にADとして参画。2016年7月に『オードリーのオールナイトニッポン』のディレクターであった、同局編成局制作部に所属していた宗岡芳樹の退社を受けて同番組ディレクターに就任。2018年4月、組織変更による編成局制作部廃止に伴い、子会社所属のディレクターとして初の『オールナイトニッポン』のチーフディレクターに就任。同年5月、放送人の会主催の「放送人グランプリ2018」で準グランプリを受賞し、同番組プロデューサーである同局CP局コンテンツプランニング部 主任 プロデューサーの冨山雄一とともに登壇した。
2020年7月末付でミックスゾーンを退職する旨を自身のTwitterアカウントのツイートで発表。同年8月1日付でミックスゾーンの親会社であるニッポン放送に正社員として転職。ラジオディレクターでは無く、同局エンターテインメント開発局エンターテイメント開発部に配属され、イベント、関連書籍、開発、プロデュース業務を担当していた。
2024年3月にニッポン放送を退職。2024年4月に株式会社玄石を立ち上げる。

## 制作番組
特に記載していない場合はニッポン放送の番組。
- オールナイトニッポン - 2018年から2020年5月末までチーフディレクター
  - オードリーのオールナイトニッポン（2011年10月 - 2020年7月） - アシスタントディレクター（AD）→ディレクター
  - アルコ&ピースのオールナイトニッポンシリーズ（2015年4月2日 - 2016年3月24日） - ディレクター
  - back numberのオールナイトニッポン（2014年4月1日 - 2017年3月28日・12月19日） - ディレクター
  - 星野源のオールナイトニッポン（2016年7月26日 - 2020年6月23日） - ディレクター
  - 三四郎のオールナイトニッポン（2015年3月31日 -2020年6月12日） - ディレクター
- 藤井フミヤのオールナイトニッポンPremium（2017年10 - 12月） - ディレクター
- バカリズムのオールナイトニッポンPremium（2018年1月11日 - 3月22日） - ディレクター
- 佐久間宣行のオールナイトニッポン0(ZERO)（2019年4月3日 - 2020年6月3日） - ディレクター
- ミュ〜コミ+プラス - ディレクター
- 大谷ノブ彦 キキマス! - AD
- SHELLY GO ROUND - AD
- 第43回 ラジオ・チャリティー・ミュージックソン - チーフディレクター
- アルコ&ピース D.C.GARAGE（TBSラジオ） - ディレクター
- 銀シャリのほくほくマネーラジオ（2019年10月3日 - 2020年6月） - ディレクター

## 書籍
- 石井玄『アフタートーク』KADOKAWA、2021年9月15日。ISBN 978-4-046-80590-4。

## イベント
- オールナイトニッポン55周年記念公演「あの夜を覚えてる」（2022年3月20日・27日、オンライン劇場「ZA」） - プロデュース[12]

## 出演

### 新聞
- 学生新聞